# Resolució 2386 del Consell de Seguretat de les Nacions Unides
La Resolució 2386 del Consell de Seguretat de les Nacions Unides fou adoptada per unanimitat el 15 de novembre de 2017. El Consell va prorrogar el mandat de la Força Provisional de Seguretat de les Nacions Unides per a Abyei (UNISFA) fins a mitjans de maig de 2018. També es van establir condicions per a una major cooperació amb el Mecanisme de Vigilància Comarcal de Fronteres (JBVMM).

## Observacions
Sudan va dir que el mai s'havia oposat a la tasca del JBVMM, i que no hi havia cap motiu per aturar-lo. Va haver-hi converses amb el president del Sudan del Sud. Es va cridar al país veí a cooperar més ràpidament a l'hora de crear el consell d'Abyei. La policia de Sudan a Abyei ja no seria necessària una vegada que funcionés la nova policia d'Abyei. Sudan del Sud va demanar ajuda a la Unió Africana per una solució definitiva de la qüestió d'Abyei.
A principis de novembre, el president Omar al-Bashir del Sudan i el president Salva Kiir Mayardit del Sudan del Sud va acordar la reobertura de carreteres, ferrocarrils i passos de rius, a retirar les seves tropes de la zona de seguretat desmilitaritzada de la frontera (SDBZ) pel Comitè Conjunt de Seguretat (JSC). Sudan del Sud tornaria a pagar per exportar petroli a través de canonades del territori del Sudan i el Sudan va assegurar que no s'hi introduirien més armes de contraban al Sudan del Sud.

## Contingut
En l'acord de pau entre Sudan i Sud del Sud el 2011 es va acordar establir la SDBZ al llarg de la seva frontera, pendent d'un acord sobre la frontera final. El JBVMM vetllaria perquè aquesta zona quedés lliure d'armes. A causa dels anys de desacord sobre la zona desmilitaritzada, es va fer prestar atenció a la supervisió. En la seva anterior resolució, el Consell de Seguretat havia indicat que UNISFA ja no cooperaria amb el JBVMM si això no canviava. Tot i només un progrés limitat, la UNISFA continuaria cooperant amb el JBVMM fins al 15 d'abril de 2018. Les següents condicions es van associar a una nova extensió:
- La UNISFA necessitava plena llibertat de circulació a la SDBZ;
- Obertura de diversos passos fronterers;
- Les condicions serien negociades almenys una vegada;
- El comitè ad hoc de la zona de 14 Milles tornaria a començar. Aquest comitè va haver de mantenir la pau amb els dinka malual fent arranjaments amb els nòmades rizegat quan van entrar a aquesta zona de pasturatge amb el seu bestiar;
- Hi haurà participació en la preparació de les quatre publicacions de JBVMM. El Mecanisme Conjunt de Política i Seguretat (JPSM) es reunirà almenys dues vegades.

El mandat de la UNISFA es va ampliar fins al 15 de maig de 2018. Els dos països encara havien d'establir una força de policia a Abyei, treure els seus propis agents i començar a negociar una solució definitiva per a la regió.